# Maverick Sabre
Maverick Sabre (* 12. Juli 1990 in London; richtiger Name Michael Stafford) ist ein britischer Sänger, Rapper und Songwriter.

## Karriere
Geboren ist Michael Stafford im Londoner Osten in Hackney, aufgewachsen ist er im irischen Wexford. Mit acht Jahren begann er mit dem Gitarrespielen und später machte er in der irischen Hip-Hop-Szene auf sich aufmerksam. Dabei bekam er auch Auftritte im Vorprogramm unter anderem von The Game, Lloyd Banks und Lethal Bizzle bei deren Konzerten in Irland. Plan B holte ihn schließlich mit 17 Jahren zurück nach London, wo er sich ebenfalls einen Namen machte und 2010 einen Plattenvertrag bei Mercury Records bekam. Als Gast auf der Single Jungle von Professor Green hatte er einen ersten Charterfolg, während sein eigenes Gratis-Mixtape The Travelling Man von Kritikern gelobt wurde. Seine eigene Debütsingle Look What I've Done erschien im März 2011. Ein weiteres Feature zusammen mit Green auf der Single In the Air von True Tiger bedeutete seine zweite Chartplatzierung. 
Den Durchbruch schaffte Maverick Sabre im Sommer 2011 mit dem Song Let Me Go, der es in die Top 20 der UK-Charts brachte. Mit I Need folgte die nächste Top-20-Single hinterher. Sein Debütalbum Lonely Are the Brave erschien im Februar 2012.
Bei den Brit Awards 2012 belegte er Platz 2 beim Critics' Choice Award.

## Diskografie
Alben
- 2012: Lonely Are the Brave
- 2015: Innerstanding
- 2019: When I Wake Up
- 2022: Don’t Forget To Look Up

EPs
- 2011: The Lost Words

Mixtapes
- 2010: Travelling Man

Singles
- 2011: Look What I’ve Done
- 2011: Let Me Go
- 2011: I Need
- 2012: No One
- 2012: I Used to Have It All
- 2012: These Days
- 2014: Emotion (Ain’t Nobody)
- 2015: Walk Into the Sun
- 2015: Come Fly Away
- 2018: Follow the Leader (mit George the Poet feat. Jorja Smith)
- 2018: Drifting
- 2018: Her Grace (feat. Chronixx)
- 2019: Slow Down (feat. Jorja Smith, UK: Gold)
- 2019: Glory

Gastbeiträge
- 2010: Jungle (Professor Green feat. Maverick Sabre)
- 2011: In the Air (True Tiger feat. Professor Green & Maverick Sabre)
- 2012: Turn Back (K Koke feat. Maverick Sabre)
- 2014: Won’t Let You Down (Hilltop Hoods feat. Maverick Sabre)
- 2015: Live and Let Go (Hilltop Hoods feat. Maverick Sabre & Brother Ali)
- 2017: Trouble (Sub Focus & Rudimental feat. Chronixx & Maverick Sabre)
- 2018: All Love (Paul Alwright feat. Maverick Sabre)
- 2018: Call Me (Shy FX feat. Maverick Sabre)
- 2018: Coloured Souls (Natty & the Rebelship feat. Maverick Sabre)
- 2018: Brother, Why You Gotta Love Her (Liam Bailey feat. Maverick Sabre)
- 2018: They Don’t Care About Us (Rudimental feat. Maverick Sabre & Yebba)
- 2019: Sell My Soul (Sigma feat. Maverick Sabre)

## Auszeichnungen für Musikverkäufe
| Goldene Schallplatte - Irland - 2012: für das Album Lonely Are the Brave 2× Platin-Schallplatte - Australien - 2024: für die Single Won’t Let You Down |

Anmerkung: Auszeichnungen in Ländern aus den Charttabellen bzw. Chartboxen sind in ebendiesen zu finden.
| Land/RegionAuszeichnungen für Musikverkäufe (Land/Region, Auszeichnungen, Verkäufe, Quellen) | Silber     | Gold     | Platin     | Verkäufe  | Quellen        |
| -------------------------------------------------------------------------------------------- | ---------- | -------- | ---------- | --------- | -------------- |
| Australien (ARIA)                                                                            | —          | —        | 2× Platin2 | 140.000   | aria.com.au    |
| Irland (IRMA)                                                                                | —          | Gold1    | —          | 7.500     | irishcharts.ie |
| Vereinigtes Königreich (BPI)                                                                 | 2× Silber2 | 3× Gold3 | —          | 1.300.000 | bpi.co.uk      |
| Insgesamt                                                                                    | 2× Silber2 | 4× Gold4 | 2× Platin2 |           |                |